# Bildungs- und Wissenschaftszentrum der Bundesfinanzverwaltung
Vzdělávací a výzkumné centrum Spolkové finanční správy (německy Bildungs- und Wissenschaftszentrum der Bundesfinanzverwaltung; BWZ) zajišťuje uvnitř Celní správy SRN vzdělávání a další vzdělávání, vypracovávání odborných posudků k sazebnímu zařazení zboží, rozbory odebraných vzorků, management znalostí a rozvoj nástrojů vnitřní kontroly.
Centrum bylo v souvislosti s restrukturalizací německé celní správy integrováno k 1. lednu 2016 do nově zřízeného Generálního ředitelství cel, jako jeho Ředitelství IX.  Vytvořeno ale bylo již předtím v rámci projektu Strukturální rozvoj celní správy (Projekt Strukturentwicklung Zoll; PSZ), a to sloučením několika dříve samostatných oddělení. Od té doby bylo centrum přímo podřízeno Spolkovému ministerstvu financí. S tehdejší restrukturalizací zanikla dřívější označení Celní vzdělávací ústav (Zollehranstalt; ZLA) a Celně technický zkušební a vzdělávací ústav (Zolltechnische Prüfungs- und Lehranstalt; ZPLA) používaná pro decentralizovaná pracoviště vzdělávání a odborné přípravy, odborného posuzování sazebního zařazení zboží a rozboru vzorků, stejně jako zaniklo dřívější označení Vzdělávací centrum (Bildungszentrum; BZ) pro pracoviště centrálního vzdělávání a odborné přípravy.

## Organizační členění
Vzdělávací a výzkumné centrum Spolkové finanční správy působí v následujících oblastech činností a městech.
| Oblast činnosti | Sídlo |
| --- | --- |
| Vzdělávání a další vzdělávání                                                                                         | Münster, Plessow, Sigmaringen, Rostock, Brémy, Freiburg, Fürth, Hannover, Karlsruhe, Krefeld, Lipsko, Neustadt adW, Stuttgart |
| Fakulta financí, Spolková vysoká odborná škola pro veřejnou správu (Hochschule des Bundes für öffentliche Verwaltung) | Münster |
| Věda a technika | Berlín, Frankfurt nad Mohanem, Hamburk, Kolín nad Rýnem, Mnichov                                                              |
| Celní škola služební kynologie                                                                                        | Bleckede, Neuendettelsau |

## Pracovní úkoly
- Vzdělávání a odborná příprava: teoretická příprava nových uchazečů (čekatelů) pro službu na střední stupni (mittleren Dienst), část teoretické přípravy uchazečů pro službu na vyšším stupni (gehobenen Dienstes), odborná příprava příslušníků celní správy (prohlubování odborných znalostí, školení v oblasti etického chování, organizování školení, cizích jazyků, sebeobrany, střeleckého výcviku).
- Odbornost ve finanční oblasti: vzdělávání nových uchazečů o službu na vyšším stupni v rámci vysokoškolského studia, vzdělávání uchazečů o službu na vyšším stupni v rámci vysokoškolského studia informatiaky veřejné správy.
- Věda a technika: zkoumání, analýzy a odborné posuzování zboží za účelem určení správného sazebního zařazení zboží, kontroly zákazů a omezení (např. omamné a psychotropní látky nebo ochrana ohrožených druhů rostlin a živočichů) a jakož i pro oblast uplatňování právních předpisů v oblasti spotřebních daní.
- Celní škola služební kynologie: výcvik, vzdělávání a školení celních psů a psovodů.
- Podpora řízení celní správy: Realizace, péče a další rozvoj konceptů vnitřního řízení a controllingu, kalkulace nákladů a výkonů, plánování nákladů a výkonů, provádění hospodářských výpočtů. Odborné pokyny obdrží útvar celní podpory bezprostředně od Spolkového ministerstva financí.
- Informační a znalostní management: zodpovídání všeobecných dotazů fyzických a právnických osob k jednotlivým oblastem celního práva, k finanční kontrole nelegální zaměstnanosti (práce na černo), jakož i informace k sazebnímu zařazení zboží.